# Thomas Lässig
Thomas Lässig (* 25. November 1971 in Rostock) ist ein ehemaliger deutscher Fußballspieler und heutiger -trainer.

## Leben
Der in Rostock geborene defensive Mittelfeldspieler Lässig durchlief ab 1978 die Jugendmannschaften des F.C. Hansa Rostock, bei dem er zur letzten Meisterschaftsrunde der Deutschen Demokratischen Republik 1990/91 in den Kader des Rostocker Oberligisten gelangte und am 11. August 1990 noch als 18-Jähriger in der höchsten ostdeutschen Spielklasse debütierte. In der gleichen Saison hatte Lässig mit insgesamt sechs Oberliga-Partien Anteil am ersten Meistertitel der Rostocker Vereinsgeschichte und bestritt zusätzlich drei Spiele im FDGB-Pokal, dessen am 2. Juni 1990 letztmals ausgetragenes Finale Hansa ohne Mitwirkung Lässigs mit 1:0 gegen den Eisenhüttenstädter FC Stahl gewann.
Mit der letzten ostdeutschen Meisterschaft für die nun gesamtdeutsche Fußball-Bundesliga qualifiziert absolvierte Lässig in dieser 1991/92 drei weitere Einsätze für den F.C. Hansa, der als Tabellen-Achtzehnter schließlich in die 2. Bundesliga abstieg. Im Juli 1992 schloss sich Lässig daraufhin dem Hamburger SV an, bei dem er binnen zwei Jahren zu 20 Einsätzen für die in der Fußball-Oberliga Nord spielende zweite Mannschaft Hamburgs kam.
Lässig kehrte 1994 nach Rostock zurück und spielte eine Saison beim Polizei SV Rostock, für den er 19 Einsätze in der Oberliga Nordost absolvierte, bevor er sich 1995 dem mecklenburgischen Parchimer FC anschloss, der nach der im Vorjahr getätigten Verpflichtung von Lässigs ehemaligen Hansa-Teamkollegen Gernot Alms und Juri Schlünz den Aufstieg in die Oberliga Nordost erreicht hatte. Binnen zwei Jahren in Parchim absolvierte Lässig 50 Partien.
1997 ging Lässig zum Nordost-Regionalligisten Altmark Stendal, für den er zunächst in der Regionalliga spielte und nach Stendals Abstieg im Jahr 2000 zu weiteren 28 Einsätzen in der Oberliga Nordost kam. Nach vier Jahren Vereinszugehörigkeit beendete Lässig sein längstes durchgehendes Engagement bei einem Verein im Sommer 2001 und wechselte zum FC Carl Zeiss Jena, für den er in der Oberliga Nordost drei Tore in 29 Einsätzen erzielte.
Nach nur einer Saison verließ Lässig Jena wieder und schloss sich von 2002 bis 2004 respektive von 2004 bis 2005 den Oberligisten VfB Pößneck und FC Erfurt Nord an. Die Saison 2005/06 verbrachte Lässig beim Thüringen-Ligisten FC Thüringen Weida, bevor er zum Ende seiner aktiven Karriere ab 2006 zum Bezirksligisten SV Eintracht Eisenberg wechselte. Im Jahr 2014 beendete er dort seine aktive Laufbahn. Anschließend war er zunächst als Assistenztrainer tätig und stand sporadisch selbst auf dem Rasen. Seit der Saison 2017/18 ist er Cheftrainer.